# Georg von Freymann
Georg von Freymann (* 1972) ist ein deutscher Experimentalphysiker und Professor für Physik an der Rheinland-Pfälzischen Technischen Universität in Kaiserslautern und Leiter der dortigen AG „Optische Technologien und Photonik“.

## Werdegang
Georg von Freymann studierte von 1992 bis 1998 Physik an der Universität Karlsruhe und promovierte dort 2001 über die Energieniveaustatistik von Exzitonen in Halbleitern. Während der Postdoc-Aufenthalte am Forschungszentrum Karlsruhe und  der University of Toronto (dort in den Gruppen von Sajeev John und Geoffrey A. Ozin) fokussierte sich von Freymann auf das Feld der dreidimensionalen photonischen Kristalle. Als Leiter einer DFG Emmy Noether Nachwuchsgruppe am Institut für Nanotechnology des Karlsruher Instituts für Technology (KIT) arbeitete von Freymann von 2005 bis 2010 insbesondere an der Herstellung dreidimensionaler photonischer Nanostrukturen. 2009 folgte er dem Ruf als Vertretungsprofessor für angewandte Physik an das KIT und wechselte 2010 als Professor an die Technische Universität Kaiserslautern.
Von 2007 bis 2014 war von Freymann Technischer Direktor (CTO) des von ihm 2007 mitgegründeten Unternehmens Nanoscribe GmbH, welches unter anderem 2018 mit dem DPG Technology-Transfer-Preis ausgezeichnet wurde. Neben seiner Tätigkeit an der Universität war von Freymann von 2011 bis 2014 Gruppenleiter und ist seit 2013 Abteilungsleiter am Fraunhofer-Institut für Physikalische Messtechnik in Freiburg. Seine Abteilung für Materialcharakterisierung und Prüfung wurde 2017 in das Fraunhofer-Institut für Techno- und Wirtschaftsmathematik (ITWM) in Kaiserslautern eingegliedert. Er ist Mitgründer des 2018 gegründeten Unternehmens Opti-Cal GmbH und seit 2021 Leiter des Nanostructuring Centers (NSC) an der Technischen Universität Kaiserslautern. Von Freymann ist Mitglied der Sonderforschungsbereiche SFB 926 „Bauteiloberflächen“, SFB/Transregio 173 „Spin+X: Spin in its collective environment“ sowie SFB/Transregio 185 „Open system control of atomic and photonic matter“ der Deutschen Forschungsgemeinschaft (DFG) und des  Landesforschungszentrums für Optik und Materialwissenschaften (OPTIMAS) an der Technischen Universität Kaiserslautern (nun die RPTU in Kaiserslautern).

## Auszeichnungen und Ehrungen
- 2003–2004: DFG Forschungsstipendium, Aufenthalt an der University of Toronto, Toronto, Canada
- 2005–2010: Emmy Noether Nachwuchsgruppe, DFG
- 2007 Otto Haxel Preis des “Freundeskreis Forschungszentrum Karlsruhe” für die Gründung der Nanoscribe GmbH
- 2014: SPIE PRISM Award for 3D Printing (Nanoscribe GmbH)[4]
- Seit 2014: Vizesprecher des Forschungsbaus “Laboratory of Advanced Spin Engineering (LASE)”, TU Kaiserslautern (Forschungsneubau GG 91b)
- 2018: DPG Technology-Transfer-Preis (Nanoscribe GmbH)[5]
- 2018: 1. Preis beim baden-württembergischen Landespreis für junge Unternehmen (Nanoscribe GmbH)
- 2020: Innovationspreis des Landes Rheinland-Pfalz für 3D-Druck (Opti-Cal GmbH)

## Forschung
Die Forschung von Georg von Freymann spannt den Bogen von den Grundlagen bis zu industriellen Anwendungen. Im Fokus steht die Technologie des dreidimensionalen Mikrodrucks, der hauptsächlich für Anwendungen in der Photonik genutzt wird, die von optischen Quantensimulatoren über bio-inspirierte photonische Strukturen bis hin zu Kalibriernormalen für die flächenhafte optische Messtechnik reichen. Ein weiterer Schwerpunkt seiner Arbeiten liegt auf der Terahertz-Technologie, die von der Erzeugung und Detektion der Terahertz-Wellen bis hin zu industriellen Anwendungen in der zerstörungsfreien Prüfung reicht. Die kürzlich etablierte Terahertz-Quantensensorik eröffnet einen ganz neuen Zugang zur Terahertz-Messtechnik, da sie durch eine geeignete Verschränkung der Photonen auf die direkte Detektion der Terahertz-Wellen verzichtet und die Informationen in den sichtbaren Spektralbereich überträgt.

## Publikationen
Georg von Freymann hat mehr als 190 Publikationen in referierten internationalen Zeitschriften veröffentlicht.